# Whoops Now
A Whoops Now Janet Jackson amerikai pop- és R&B-énekesnő nyolcadik kislemeze ötödik, janet. című albumáról. A dal rejtett számként van az albumon, a borító nem jelöli. Szerepel Jackson válogatásalbuma, a Design of a Decade 1986/1996 nemzetközi kiadásán is. Kislemezen megjelent dupla A oldalas kislemezen is a What’ll I Do című számmal.

## Fogadtatása
A Whoops Now-t Japánban és egyes európai országokban, míg a What’ll I Do-t többek között Ausztráliában és Új-Zélandon jelentették meg. Az albumon is szereplő The Body That Loves You című dal B oldalként mindkét dal kislemezeinek szerepelt egyes változatain.
A kislemezek mérsékelt sikert arattak, Ausztráliában, Olaszországban, Svájcban és több európai országban a Top 20-ba kerültek a slágerlistán. A Whoops Now a 9. helyre került a brit slágerlistán.

## Videóklip
A dal videóklipjét Yuri Elizondo rendezte. A klipben Jackson és barátai Anguilla szigetén vannak, ami az énekesnő kedvenc üdülőhelye.

## Változatok[1]
7" kislemez, kazetta (Egyesült Királyság)
1. Whoops Now (Radio Edit)
2. What’ll I Do

CD kislemez (Hollandia)
1. Whoops Now (Radio Edit)
2. The Body that Loves You

12" maxi kislemez (Egyesült Királyság) + poszter
CD maxi kislemez (Egyesült Királyság, Hollandia)
1. Whoops Now (Radio Edit)
2. What’ll I Do
3. What’ll I Do (Dave Navarro Remix)
4. The Body That Loves You

## Helyezések
| Whoops Now/What’ll I Do (1995) | Legmagasabb helyezés |
| Bajor kislemezlista            | 6                    |
| Belga kislemezlista            | 24                   |
| Brit kislemezlista             | 9                    |
| Dán kislemezlista              | 8                    |
| Dél-afrikai kislemezlista      | 6                    |
| Finn kislemezlista             | 50                   |
| Francia kislemezlista          | 3                    |
| Német kislemezlista            | 11                   |
| Olasz kislemezlista            | 11                   |
| Svájci kislemezlista           | 6                    |